# Pathein Airport
Pathein Airport (IATA: BSX, ICAO: VYPN) is een vliegveld in Pathein, Myanmar.

## Bestemmingen
| Air Bagan \|→ Internationale Luchthaven Yangon                         |
| Myanma Airways \|→Thandwe (Myanmar),→ Internationale Luchthaven Yangon |